# فرودگاه آپرناویک
فرودگاه آپرناویک (به انگلیسی: Upernavik Airport) (به زبان بومی: Mittarfik Upernavik) یک فرودگاه همگانی با کد یاتا JUV است که یک باند فرود آسفالت دارد و طول باند آن ۷۹۹ متر است. این فرودگاه در کشور گرینلند قرار دارد .